# Osenovo, Varna
Osenovo (în bulgară Осеново) este un sat în comuna Aksakovo, regiunea Varna,  Bulgaria. 

## Demografie
Componența etnică a satului Osenovo
     Turci (1,65%)
     Bulgari (71,9%)
     Nicio identificare (20,93%)
     Altele (5,5%)
La recensământul din 2011, populația satului Osenovo era de 363 locuitori. Din punct de vedere etnic, majoritatea locuitorilor (71,9%) erau bulgari, cu o minoritate de turci (1,65%). Pentru 20,93% din locuitori nu este cunoscută apartenența etnică.